# Wang Ying (actriz)
Wang Ying de soltera Yu Zhihua (en chino, 王莹; Wuhu, 8 de marzo de 1913 – Pekín, 3 de marzo de 1974) fue una actriz de cine, guionista, escritora y cantante china muy famosa en la década de 1930.

## Biografía

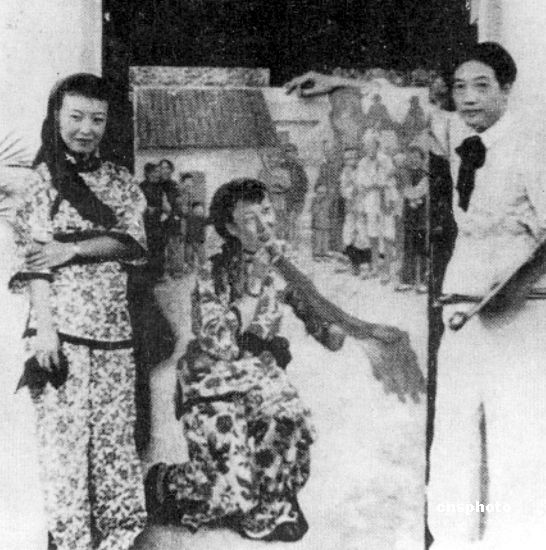
El pintor Xu Beihong y la actriz Wang Ying posando junto al cuadro de Xu Baja tu látigo

Su auténtico nombre era Yu Zhihua, nació el 8 de marzo de 1913 en Wuhu en el seno de una familia muy pobre. Cuando apenas era una niña su padre la vendió a un comerciante de Nankín para que se casara con su hijo mucho mayor que ella. Por esa razón tuvo que huir y se fue a vivir con su tía, cuyo apellido era Wang. Después de que la arrestaran por escribir una carta crítica contra el político nacionalista chino (KMT) He Jian huyó a Shanghái donde su vida adquirió un cambio radical.
En 1929, se unió a una compañía de arte en Shanghái dirigida por los dramaturgos Qian Xingcun y Xia Yan. La escritora Xie Bingying sugirió que se cambiara su nombre por el de Wang Ying y bajo este nombre protagonizó tres películas: Women's Cry, Story of Red Tears y The Same Enemy. Con el inicio de la invasión japonesa de 1937 realizó una gira por el sudeste de China donde recogió fondos para resistir a los invasores. La obra de teatro callejero Baja tu látigo inspiró una pintura homónima de Xu Beihong que fue distribuida más adelante en forma de postal, con el tiempo se convirtió en la pintura más valiosa de un artista chino. Colaboró también con varios periódicos escribiendo numerosas columnas de opinión.
En 1942 viajó a Estados Unidos para conseguir apoyo en la lucha contra Japón. La amistad con la escritora Pearl S. Buck le permitió conocer a varias personas muy influyentes de ese país. En 1943, conoció al presidente Franklin D. Roosevelt y a su esposa e interpretó la obra Baja tu látigo en la Casa Blanca. Continuó escribiendo y sus pensamientos se publicaron en varios periódicos chinoestadounidenses. Durante el tiempo que permaneció en los Estados Unidos ayudó a la periodista Agnes Smedley a escribir su libro The Great Road: The Life and Times of Chu Teh sobre la biografía del líder comunista chino Zhu De.
Después de la proclamación de la República Popular China, en 1954 Wang y su marido, Xie Hegeng, fueron arrestados, se exiliaron en la Isla Ellis pero más adelante regresaron a su país, donde ella trabajó como guionista y él como periodista. En 1957 fue represaliada por derechista. Durante la Revolución Cultural la pareja fue encarcelada. Según los historiadores Jon Halliday y Jung Chanf, la esposa de Mao Zedong, Jiang Qing, quien también fue actriz en la década de 1930 en Shanghái, aunque sin alcanzar el nivel artístico de otros artistas como Wang Ying o Xu Lai, tuvo mucho que ver en estos hechos. Wang murió en prisión en 1974. Fue rehabilitada el 6 de julio de 1979, tras la muerte de Mao.
Después de su muerte, se publicaron dos libros basados en su vidaː Two Kinds of Americans y su novela autobiográfica Bao Gu. Además de sus películas, también apareció en varias pinturas.